# 24-Stunden-Rennen auf dem Nürburgring 1995

Streckenführung für das 24-Stunden-Rennen ab 1995

Das 23. 24-Stunden-Rennen auf dem Nürburgring fand vom 17. auf den 18. Juni 1995 auf dem Nürburgring statt.

## Rennergebnis
Wie im Vorjahr dominierten auch 1995 die 3er BMWs das 24-Stunden-Rennen am Nürburgring auf den vorderen sechs Plätzen. Lediglich der Ford Escort RS Cosworth von Gunnar Hermann, Werner Kather und Alfred Vahsen auf dem dritten Platz konnte einen Sechsfacherfolg verhindern. Das Rennen gewann in diesem Jahr kein M3, sondern das STW-Fahrzeug 320i vom BMW Team Bigazzi mit Roberto Ravaglia, Marc Duez und Alexander Burgstaller am Steuer, den zweiten Platz sicherte sich die Scuderia Augustusburg Brühl e. V. im ADAC mit Johannes Scheid, Hans Widmann und Ingo Jelenioswki.
Die Sieger legten in ihrem 320i 129 Runden zurück, was einer Renndistanz von 3271,96 km entspricht. Von den 149 gestarteten Fahrzeugen wurden 101 gewertet.

## Rennverlauf
Beim Rennen 1995 war BMW der einzige Hersteller mit einem Werkseinsatz, zwei BMW M3 schieden jedoch nach Unfällen aus, die von Joachim Winkelhock und Harald Grohs verursacht wurden.

## Streckenführung
Seit dem Umbau der Strecke im Jahr 1983 wurde das 24-Stunden-Rennen am Nürburgring ab 1984 auf einer Kombination aus Nordschleife und Grand-Prix-Strecke ausgetragen. Ab 1995 wurde zusätzlich die neue Veedol-Schikane in die Streckenführung integriert.